# Davey Richards
Wesley David Richards, meglio conosciuto come Davey Richards (Othello, 1º marzo 1983), è un ex wrestler statunitense.

## Biografia
Ai tempi delle scuole superiori cominciò ad interessarsi al wrestling a livello amatoriale, oltre a praticare discipline come il muay thai ed il jujutsu.

## Carriera

### Circuito indipendente (2005-2006)
David Richards debutta nel mondo del wrestling professionistico all'età di 22 anni, il 28 agosto 2005, nella Pro Wrestling Ironin insieme a Benjamin Stewart, in un match di coppia che lo vedeva opposto a Bryan Bedlam & Bart Blaxon.
Una delle gesta più importanti compiute dal nativo di Washington, in questa federazione, è lo smascheramento del wrestler messicano Puma, avversario che cambierà successivamente il ring name in T.J. Perkins, ma che proseguirà per diverso tempo la propria personale rivalità con Richards. I primi riconoscimenti non tardano ad arrivare, infatti, il primo ottobre 2005, assieme a Super Dragon, riesce a conquistare i PWG Tag Team Titles. La coppia mantiene i titoli per diversi mesi riuscendo a sconfiggere tag team del calibro di Disco Machine & Excalibur, dei Los Luchas, dei Kings of Wrestling, di Chris Sabin & Petey Williams e di Christopher Daniels and AJ Styles. Bisogna aspettare fino al 20 maggio 2006 per vedere il duo perdere i titoli a favore degli Arrogance (Chris Bosh e Scott Lost). I successi per Richards non si fermano, però, con la perdita del titolo; l'8 aprile 2006 vince il Super 8 tournament, sconfiggendo Scott Lost, Milano Collection AT, ed in finale Charlie Haas ed il 2 settembre 2006 raddoppia il successo uscendo vittorioso dal torneo PWG Battle of Los Angeles 2006 dove elimina nei primi tre round Ronin, Austin Aries e Roderick Strong e nell'ultimo incontro ha la meglio su CIMA (wrestler della promozione giapponese Dragon Gate).
Dopo queste due prestigiose affermazioni, Richards comincia a competere per diverse organizzazioni indipendenti americane come l'NWA Anarchy, la Full Impact Pro, e la Ring of Honor; inoltre rende noto il suo obiettivo di conquistare il GHC Junior Heavyweight Championship. Il 17 novembre 2006, Richards conquista per la seconda volta in carriera i PWG World Tag Team Championship, combattendo in coppia con Roderick Strong e sconfiggendo i detentori B-Boy e Super Dragon. La gioia per la conquista delle cinture dura solo una notte, visto che i precedenti detentori riescono immediatamente a riappropriarsene il giorno successivo. Il 27 ottobre 2007, Richards torna a combattere assieme a Super Dragon ed assieme riescono a conquistare per la seconda volta i PWG World Tag Team Championships (la seconda volta per Richards) ai danni di Kevin Steen & El Generico. Tuttavia, pur non venendo mai sconfitta in un match titolato, la coppia viene privata dei titoli, successivamente assegnati a Joey Ryan e Scott Lost, e sospesa per sessanta giorni. Richards e tornato in PWG nel corso del WrestleReunion 5 week-end il 29 gennaio 2011, in un match, dove ha sconfitto Low Ki. Il 4 marzo, Richards ed Eddie Edwards si sono qualificati DDT4 tag team tournament, dove hanno perso in semifinale contro i prossimi vincitori del tournament i Young Bucks. Il 10 settembre Richards affrontato senza successo il PWG World Champion Kevin Steen.

### Ring of Honor (2006-2010)

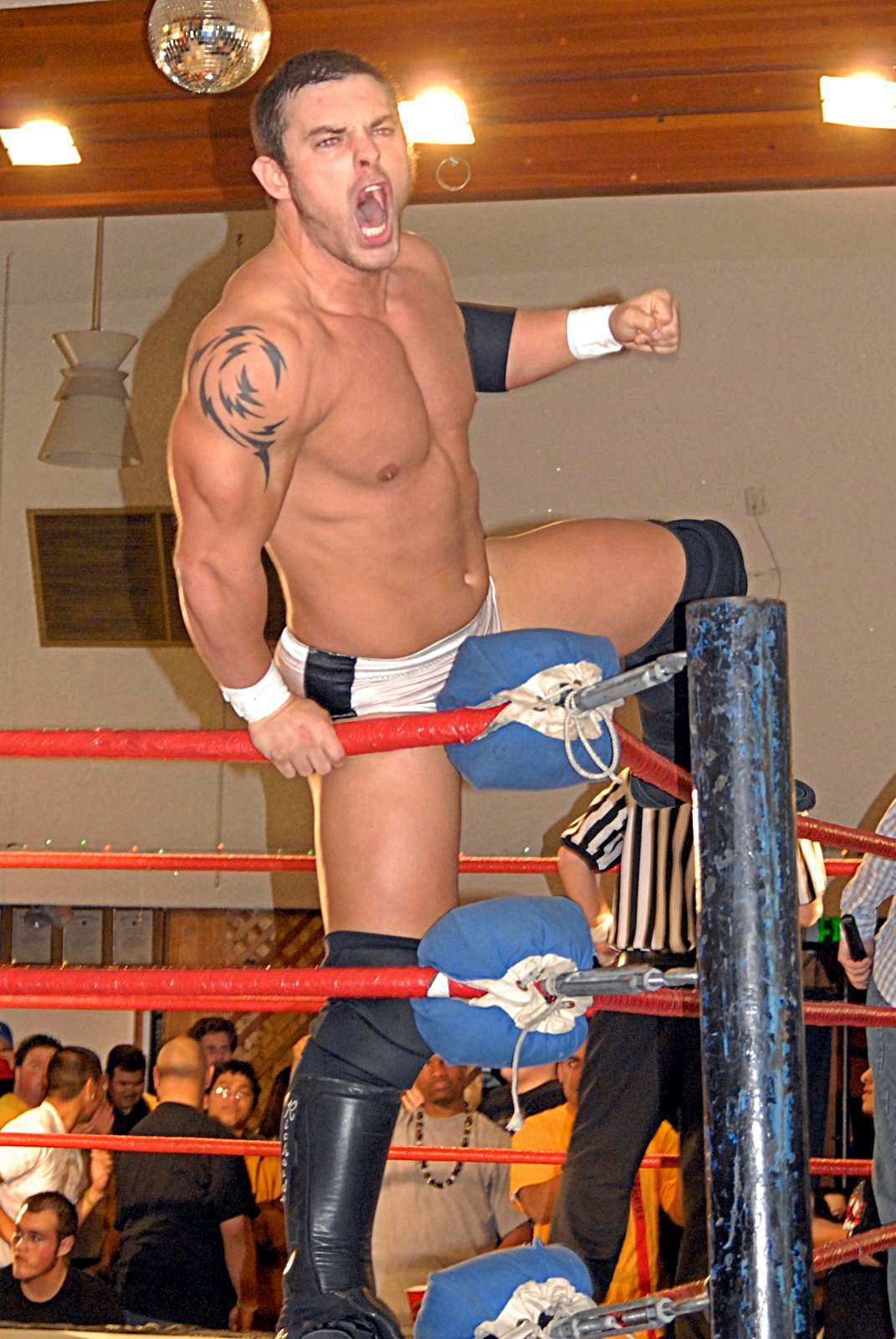
Davey Richards nel 2006

Richards fa il suo debutto nella Ring of Honor nel PPV Destiny, il 3 giugno 2006, sconfiggendo Jimmy Rave. Lo sconfitto, sconvolto dall'esito dell'incontro, chiede ed ottiene un rematch da svolgersi a In Your Face, ma lo scontro rischia di avere risvolti pericolosi, visto che, nel classico rituale di lanciare carta igienica durante l'entrata di Rave, un rotolo colpisce un lampadario ed i due wrestler sono costretti a combattere tra i pezzi di vetro caduti sul ring.
Nonostante l'incidente iniziale ed i numerosi tagli procurati dai due wrestler, Richards riesce a rimediare un'altra prestigiosa vittoria. Poco tempo dopo il suo debutto nella ROH, Richards viene scelto come American protégé di Kenta, un peso leggero giapponese della Pro Wrestling NOAH. Il 4 agosto, Richards viene schienato dai Briscoes Brothers, dopo aver subito la Spike Jay Driller, in un match che combatteva in coppia con Kenta. La sera successiva a Fight of the
Century, viene organizzato un incontro che vede opposti i due wrestler che fino al giorno prima facevano coppia; la sorte non sorride a Richards che incassa la seconda sconfitta consecutiva, a meno di 24 ore, con la decisiva go 2 sleep di Kenta.
All'inizio del 2007, Roderick Strong tradisce il suo compagno di coppia, Austin Aries, con l'aiuto di Davey Richards.
Assieme, i due formano il No Remorse Corps, al quale si aggregherà successivamente anche Rocky Romero. Il trio sarà coinvolto per gran parte del 2007 in una faida contro la fazione di Aries, la Resilience.
Il 14 giugno 2007, la ROH annuncia che Davey Richards farà il suo debutto in Giappone il 25 giugno come rappresentante della federazione, nel tour di tre settimane con la Pro Wrestling NOAH.
Il 17 novembre 2008, Richards, ed il membro del No Remorse Corps, Rocky Romero, concquistano i ROH World Tag Team Championships togliendo i titoli agli Age of The Fall (Jimmy Jacobs e Tyler Black) in un Ultimate Endurance Match che vedeva coinvolti anche gli Hangmen Three (BJ Whitmer and Brent Albright) e Austin Aries & Bryan Danielson. La coppia mantiene le cinture di categoria fino al 12 aprile 2008, quando Mark and Jay Briscoe gli riconquistano ad Injustice.
L'8 giugno 2008, dopo un'epica Fight Without Honor tra Erik Stevens e Roderick Strong (membro dei No Remorse Corps), vinta da quest'ultimo, Richards interrompe i festeggiamenti del compagno, tradendo Strong e passando nella Sweet & Sour Inc.
Più tardi quell'anno, Edwards formò un tag team all'interno della stable insieme a Davey Richards chiamato The American Wolves. Il primo loro match lo persero contro i Briscoe Brothers in un Triple Treath Elimination Tag Team Match che includeva anche Claudio Castagnoli e Nigel McGuinness. A Final Battle 2008, gli American Wolves e Go Shiozaki, perdono un 6-man tag team match contro Roderick Strong, Erick Stevens e Brent Albright. Più tardi, quella sera, attaccano e infortunano Mark Briscoe. Nel 2009, tentano l'assalto ai ROH World Tag Team Championship detenuti da El Generico e Kevin Steen ma falliscono in numerose occasioni. Tuttavia, il 10 aprile riescono a vincere i titoli in un "Tables are Legal" match. Il 25 settembre, Edwards si infortuna in un Anything Goes match contro Kevin Steen. Tuttavia, il giorno dopo, riesce a difendere il titolo di coppia in un Ladder Match. A Final Battle 2009, gli American Wolves perdono i titoli contro i Briscoe Brothers.
Il 19 giugno al PPV, Death Before Dishonor VIII Richards non e riuscito a sconfiggere Tyler Black così non vincendo il ROH World Championship. Il 16 luglio nei tapigns di Ring of Honor Wrestling, Richards ha perso contro Roderick Strong che diventa nº1# contender al titolo di Black. Richards durante il match ha rifiutato l'aiuto di Shane Hagadorn splittando la settimana dopo. L'11 settembre 2010, a Glory By Honor IX, Jim Cornette ha comunicato che Richards aveva firmato un nuovo contratto con la federazione. Al seguente pay-per-view, Final Battle 2010 il 18 dicembre, Richards ha perso contro Roderick Strong per il ROH World Championship. Il 26 giugno 2011, al PPV Best in the World 2011, Richards ha sconfitto il proprio tag team partner Eddie Edwards vincendo il ROH World Championship. Il 10 agosto ROH, Richards ha annunciato che aveva firmato un prolungamento di contratto con la promozione. Al PPV Final Battle 2011, Richards ha difeso con successo il titolo contro Edwards.
Il 7 gennaio, nei tapings di Ring of Honor Wrestling, Richards ha formato il Team Ambition con Kyle O'Reilly, contro Eddie Edwards e Adam Cole. Il 4 marzo 10th Anniversary Show, Team Ambition è stato sconfitto da Edwards e Cole in un tag team match nel main event, con Cole che ha schienato Richards. Durante lo Showdown in the Sun week-end il 30 marzo e 31, primo Richards ha difeso con successo il titolo prima contro Roderick Strong & Eddie Edwards in un three-way elimination match, mentre il giorno dopo contro Micheal Elgin. Il match tra Richards ed Elgin fu dato da cinque stelle da Dave Meltzer del Wrestling Observer Newsletter. Il 12 maggio al PPV Border Wars, Richards è stato sconfitto da Kevin Steen perdendo il titolo dopo 321 giorni di regno.

### New Japan Pro-Wrestling (2010-2012)

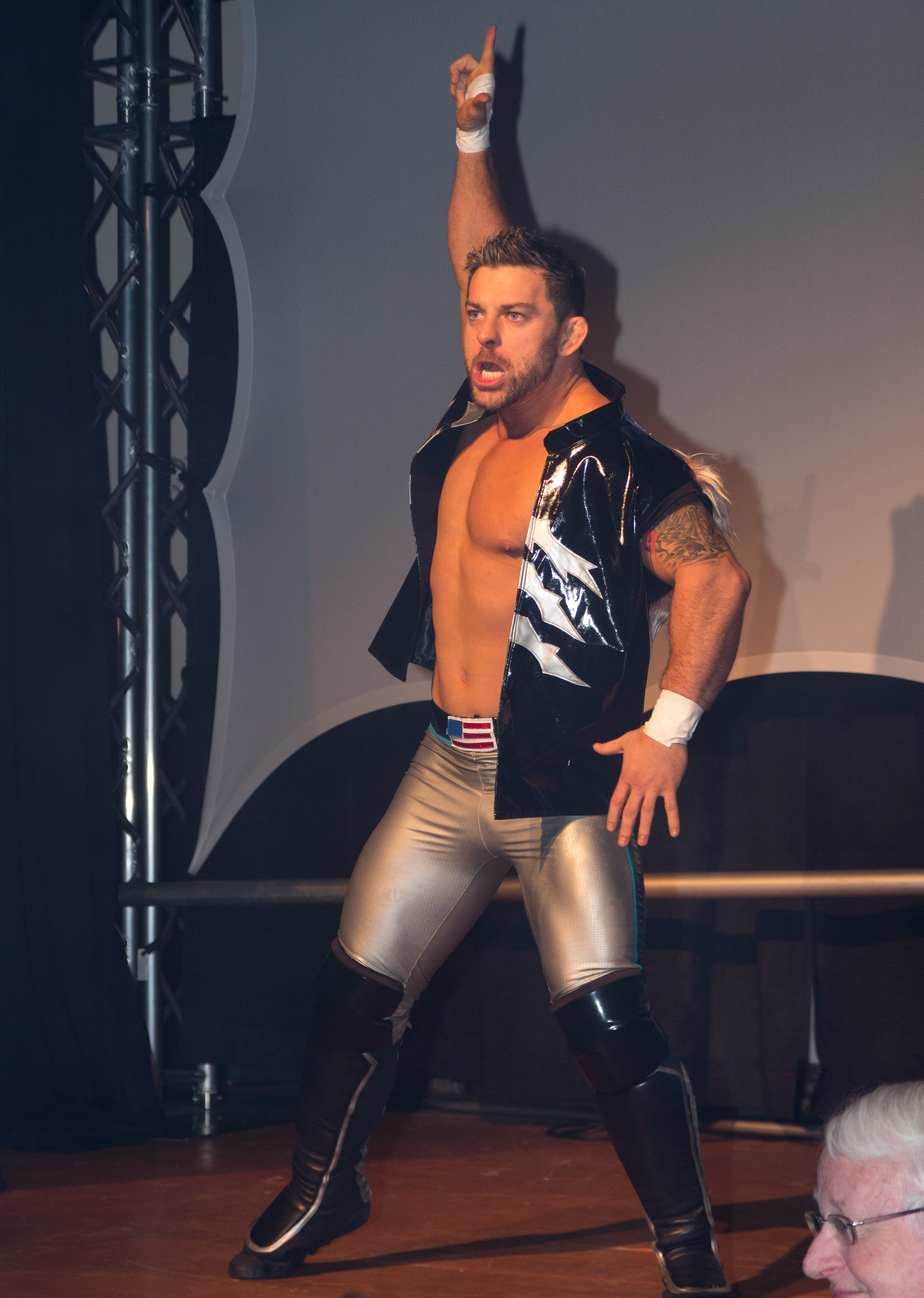
Davey Richards nel 2013

Nel 2010, Richards viene invitato all'evento della NJPW Best of the Super Juniors, insieme al canadese, Kenny Omega. Vince cinque dei suoi sette match, arrivando terzo nel suo girone e non riuscendo dunque ad arrivare in semifinale. Nonostante la sconfitta, Richards inizierà a lavorare a tempo pieno con la New Japan Pro-Wrestling, unendosi alla stable Heel CHAOS. Nel novembre 2010, insieme a Rocky Romero, arriva in finale nel Super J Tag League Tournament, salvo perdere proprio il match decisivo con i compagni di stable Jado e Gedo. L'11 dicembre 2010, sfida Prince Devitt con l'IWGP Junior Heavyweight Championship in palio, ma viene sconfitto. Il 3 maggio 2011, insieme a Romero, sfida Devitt e Ryusuke Taguchi con in palio gli IWGP Junior Heavyweight Tag Team Championship, ma è un'altra sconfitta.
Al contrario dell'anno precedente, nell'edizione 2011 del Best of Super Junior, Richards arriva secondo nel girone e passa alle semifinali, salvo essere eliminato il 10 giugno da Kota Ibushi, che andrà poi a vincere il torneo. Il 10 ottobre 2011, Richards e Romero sconfiggono Taguchi e Devitt conquistando gli IWGP Junior Heavyweight Tag Team Titles. Avendo schienato Devitt nel match, detentore anche dello Junior Heavyweight Title, Richards riceve anche una title shot per questo titolo, ma non riesce a vincere. Il 4 gennaio 2012, A Wrestle Kingdom VI, perdono i titoli di coppia contro gli ex campioni, ma li riconquistano a The New Beginning il 12 febbraio. Il 2 maggio, vengono però privati dei titoli a causa di un incidente stradale che ha coinvolto Richards, impedendogli di difendere le corone. A causa di questo incidente, non partecipa neanche al Best of Super Junior 2012.
A Final Battle 2012: Doomsday, gli American Wolves batterono i neonati reDRagon in un match valido per le cinture tag team.

### Total Nonstop Action (2012-2017)
Oggi Davey lotta nelle Total Nonstop Action dove è stato campione Tag Team con Eddie Edwards. Il 13 marzo 2015 i Wolves sono stati costretti a rendere i titoli vacanti a causa di un infortunio di Eddie Edwards. La settimana successiva batte da singolo Dj Z.
Ad Hadcore justice assieme agli Hardy boyz batte la revolution (Abyss, manik e koya). Con il ritorno di Eddie Edwads sfida i dirty hells in un best of five match, e la settimana successiva si portano sul 1-0. Nella puntata speciale may maymen si portano sul 2-0.

## Vita privata
David Richards è stato sposato dal 2015 al 2017 con la collega Angelina Love, dalla quale ha avuto un figlio di nome Vincent.

## Personaggio

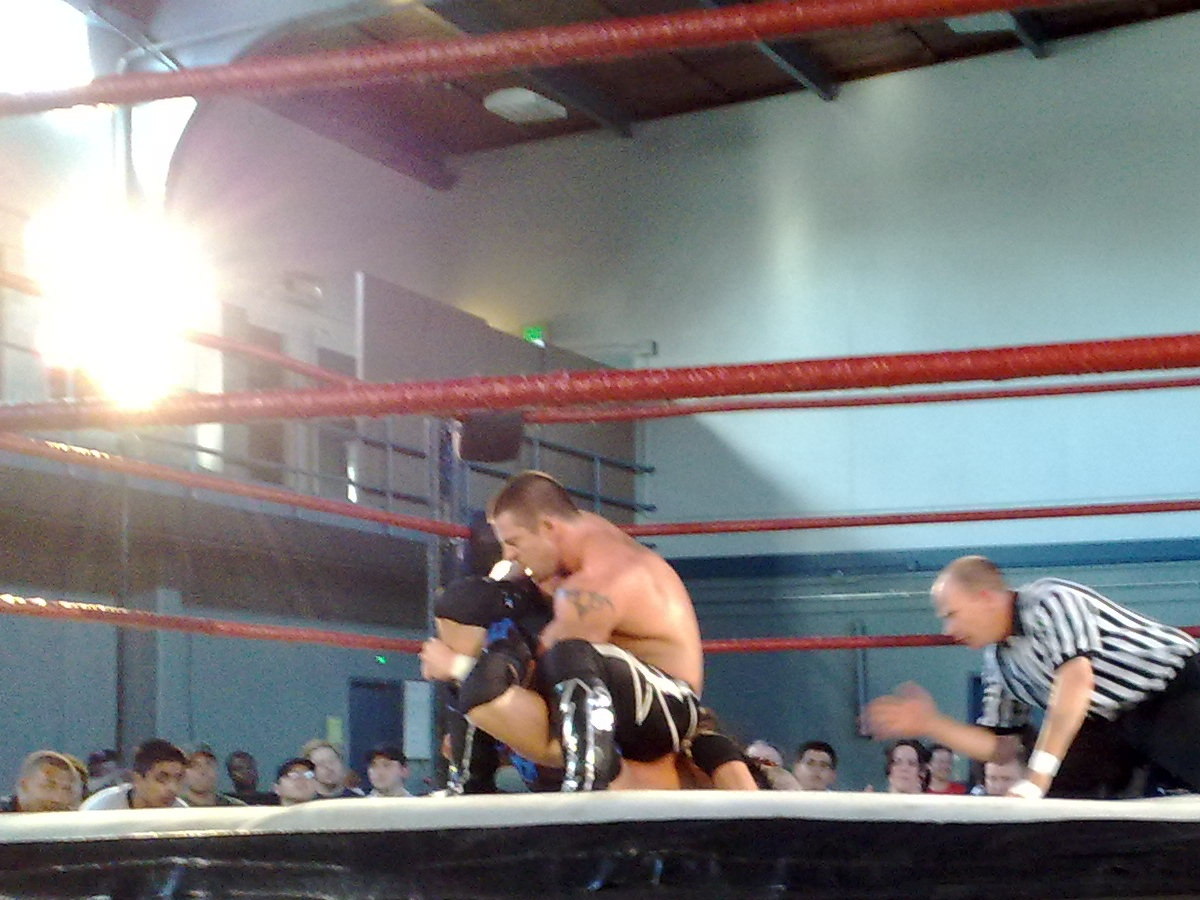
Davey Richards mentre applica una Cloverleaf su Austin Aries

### Mosse finali
- Cloverleaf
- Double underhook piledriver

### Manager
- Angelina Love
- Sara Del Rey

### Soprannomi
- "American Wolf"
- "Lone Wolf"

### Musiche di ingresso
- Running with the Devil dei Van Halen
- Charisma degli W.A.S.P.
- Eyes of the Hunter di Dale Oliver

## Titoli e riconoscimenti
- 605 Championship Wrestling
  - 605 Championship (1)
- All Star Wrestling
  - ASW Heavyweight Championship (1)
- Combat Zone Wrestling

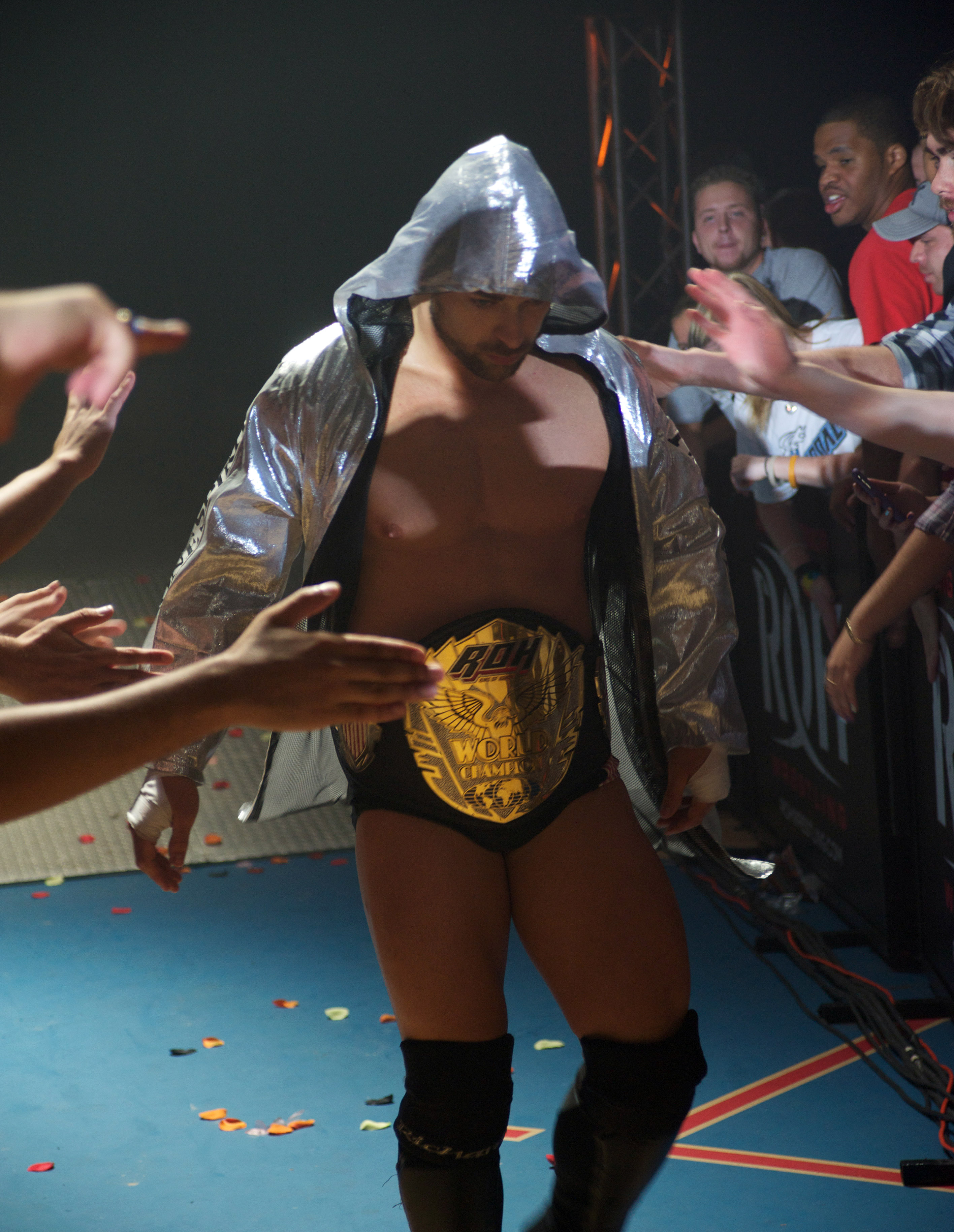
Davey Richards con il ROH World Championship, titolo che ha detenuto una volta in carriera

  - CZW World Heavyweight Championship (1)[2]
- Defy Wrestling
  - Defy 8xGP Championship (1)[3]
- Full Impact Pro
  - FIP World Heavyweight Championship (2)[4]
- Future Shock Wrestling
  - FSW Championship (1)[5]
- Mad Wrestling Association
  - MWA International Heavyweight Championship (1)
- New Japan Pro-Wrestling
  - IWGP Junior Heavyweight Tag Team Championship (2) - con Rocky Romero
- Prestige Championship Wrestling
  - PCW Heavyweight Championship (1)
- Pinnacle Pro Wrestling
  - Pinnacle Tag Team Championship (1)[1] - con Tony Kozina
- Pro Wrestling Eclipse
  - PWE Open Weight Championship (1)[6]
- Pro Wrestling Guerrilla
  - PWG World Championship (1)[7]
  - PWG World Tag Team Championship (3)[8] - con Super Dragon (2) e con Roderick Strong (1)
- Pro Wrestling Illustrated
  - 3° nella lista del premio Wrestler of the Year (2010)
  - 7° tra i 500 migliori wrestler singoli nella PWI 500 (2012)
- Pro Wrestling Prestige
  - PWP Tag Team Championship (1) - con Kyle O'Reilly
- Ring of Honor
  - ROH World Championship (1)[9]
  - ROH World Tag Team Championship (3)[10] - con Eddie Edwards (2) e con Rocky Romero (1)
- SoCal Uncensored
  - Match of the Year (2006) - con Super Dragon vs. Jack Evans e Roderick Strong[11]
- Southside Wrestling Entertainment
  - SWE Speed King Championship (1)[12]
- Squared Circle Wrestling
  - 2CW Tag Team Championship (1) - con Eddie Edwards
- Total Nonstop Action Wrestling
  - TNA World Tag Team Championship (5) - con Eddie Edwards
- Top Ranked Wrestling
  - TRW Cruiserweight Championship (1)
- Wrestling Superstar
  - Wrestling Superstar Tag Team Championship (1)[13] - con Eddie Edwards
- Wrestling Observer Newsletter
  - Tag Team of the Year (2009)[14] - con Eddie Edwards
  - Most Outstanding Wrestler of the Year (2011)[15]